# Pfarrkirche Schönau im Mühlkreis

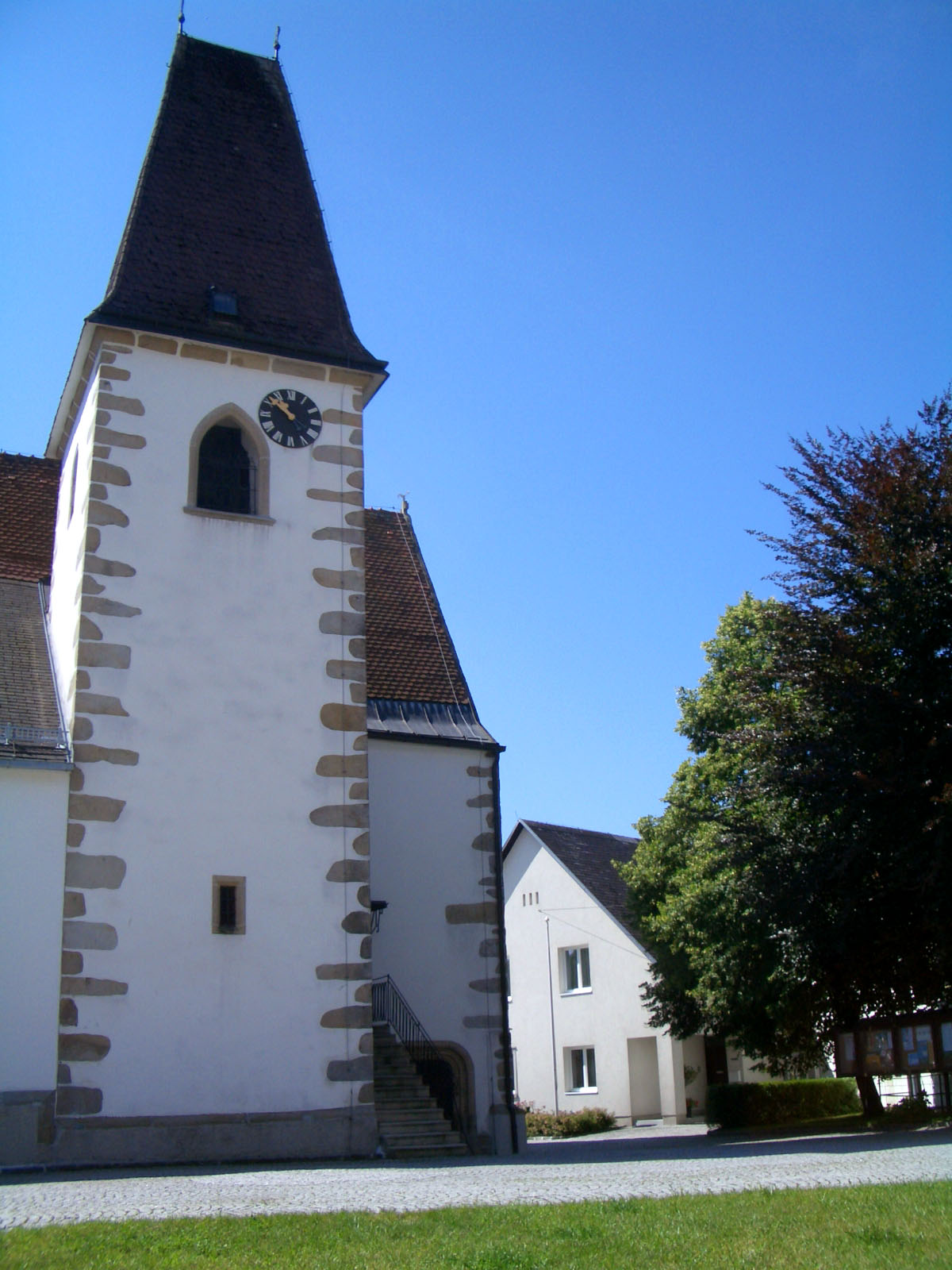
Katholische Pfarrkirche hl. Jakobus in Schönau im Mühlkreis

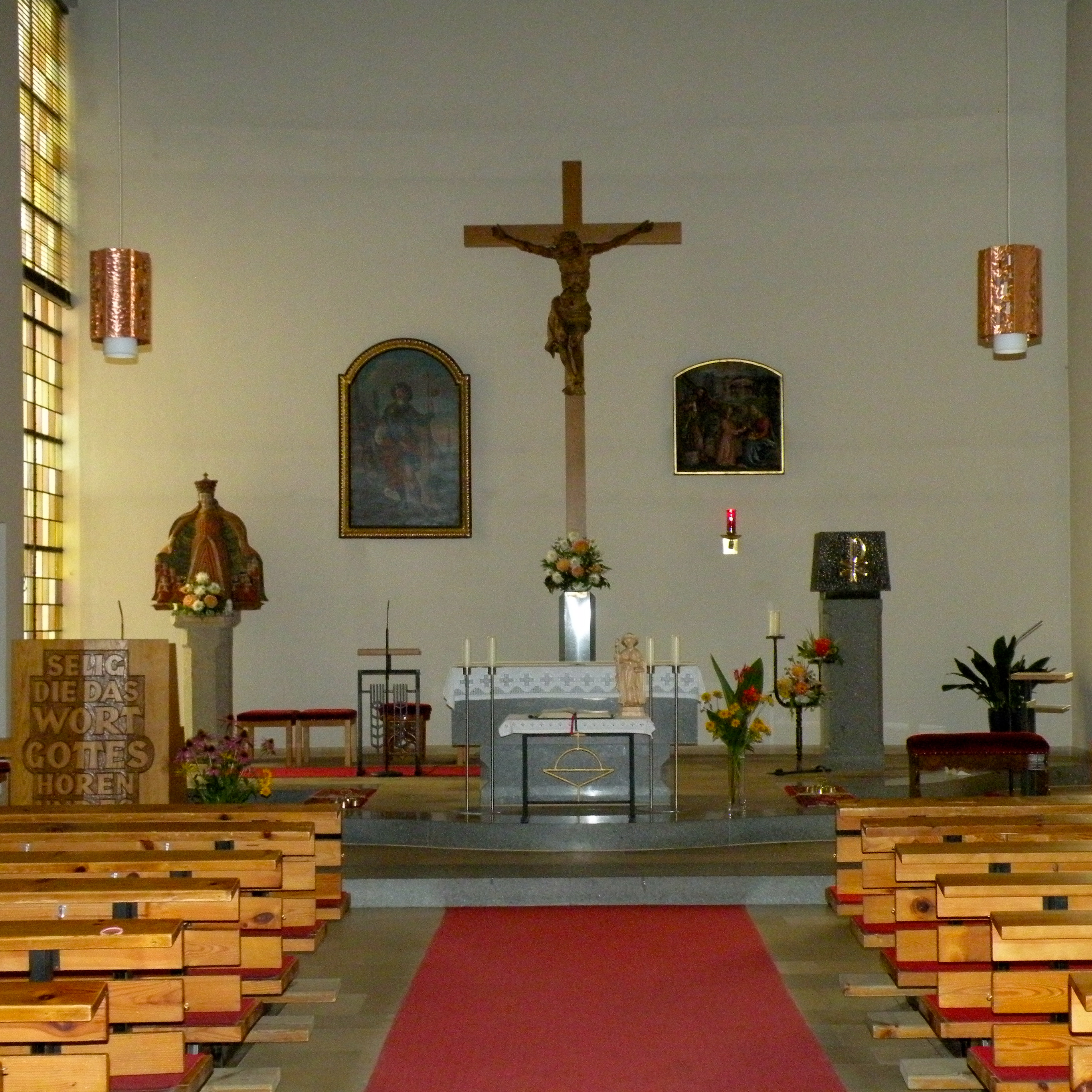
Im modernen Langhaus zur Altarwand

Die Pfarrkirche Schönau im Mühlkreis steht auf einem nach Norden freien Platz im östlichen Teil des Ortes in der Gemeinde Schönau im Mühlkreis im Bezirk Freistadt in Oberösterreich. Die dem Heiligen Jakobus der Ältere geweihte römisch-katholische Pfarrkirche gehört zum Dekanat Unterweißenbach in der Diözese Linz. Die Kirche steht unter Denkmalschutz (Listeneintrag).

## Geschichte
Die Kirche war anfänglich eine Filiale der Pfarrkirche Naarn. 1230 wird urkundlich eine Pfarre genannt.
Die nördlichen und südlichen Langhausmauern sind romanisch. Der Turm wurde um 1300 erbaut. Die Kapelle nördlich am Langhaus wurde um 1500 erbaut. Das Langhaus wurde um 1516 nach Westen erweitert. 1520/1540 wurde die Kirche eingewölbt. 1968/1969 erfolgte eine Erweiterung der Kirche nach Osten nach den Plänen des Architekten Anton Zemann. Dabei wurden der barockisierte gotische Chor, die gotische Westempore und die neugotische Einrichtung entfernt.

## Architektur
Der romanisch-gotische Saalbau besitzt einen östlichen Erweiterungsbau. Der alte dreijochige Saalraum mit einer Stichkappentonne hat eine bemerkenswerte stark geometrische Gewölbeform mit teils negierender Netzrippenkonfiguration, der Pfarrkirche Saxen vergleichbar. Der mächtige gedrungene Turm steht an der Nordseite des Langhauses. Östlich an den Turm schließt eine spätgotische, netzrippengewölbte Kapelle über rechteckigem Grundriss bei der Länge des dritten Langhausjoches an. Sie ist mit einer breiten Spitzbogenarkade zu dem Langhausjoch hin geöffnet. Der spitzbogige Triumphbogen öffnet sich zum östlichen, breit gelagerten, niedrigeren und nach Süden vorspringenden Erweiterungsbau mit asymmetrischem und teilweise konvexem Altarwandabschluss. Der Erweiterungsbau ist dreischiffig. Dachschrägen bestimmen die Raumform. In den zwei Ostecken befinden sich die Sakristei und eine Taufkapelle. Im Süden befindet sich eine zweite Taufkapelle mit einer schmalen Vorhalle. Die Kirche hat Satteldächer – über dem alten Langhaus steiler, über dem Erweiterungsbau flacher. Der Turm hat ein Keildach.

## Ausstattung
Der linke Seitenaltar trägt die Figur Florian aus der Mitte des 18. Jahrhunderts. Der Tabernakel mit Peter und Paul ist aus dem dritten Viertel des 17. Jahrhunderts.
Die Brüstungsorgel baute 1993 die Oberösterreichische Orgelbauanstalt, II Man./18. Reg. Eine Glocke mit einem Relief des hl. Josef und Palmettenfries ist aus dem 18. Jahrhundert. Das Turmuhrwerk ist aus dem 19. Jahrhundert.